# Satyrium coriifolium
Satyrium coriifolium là một loài phong lan đặc hữu của tây nam và miền nam tỉnh Cape.

## Hình ảnh

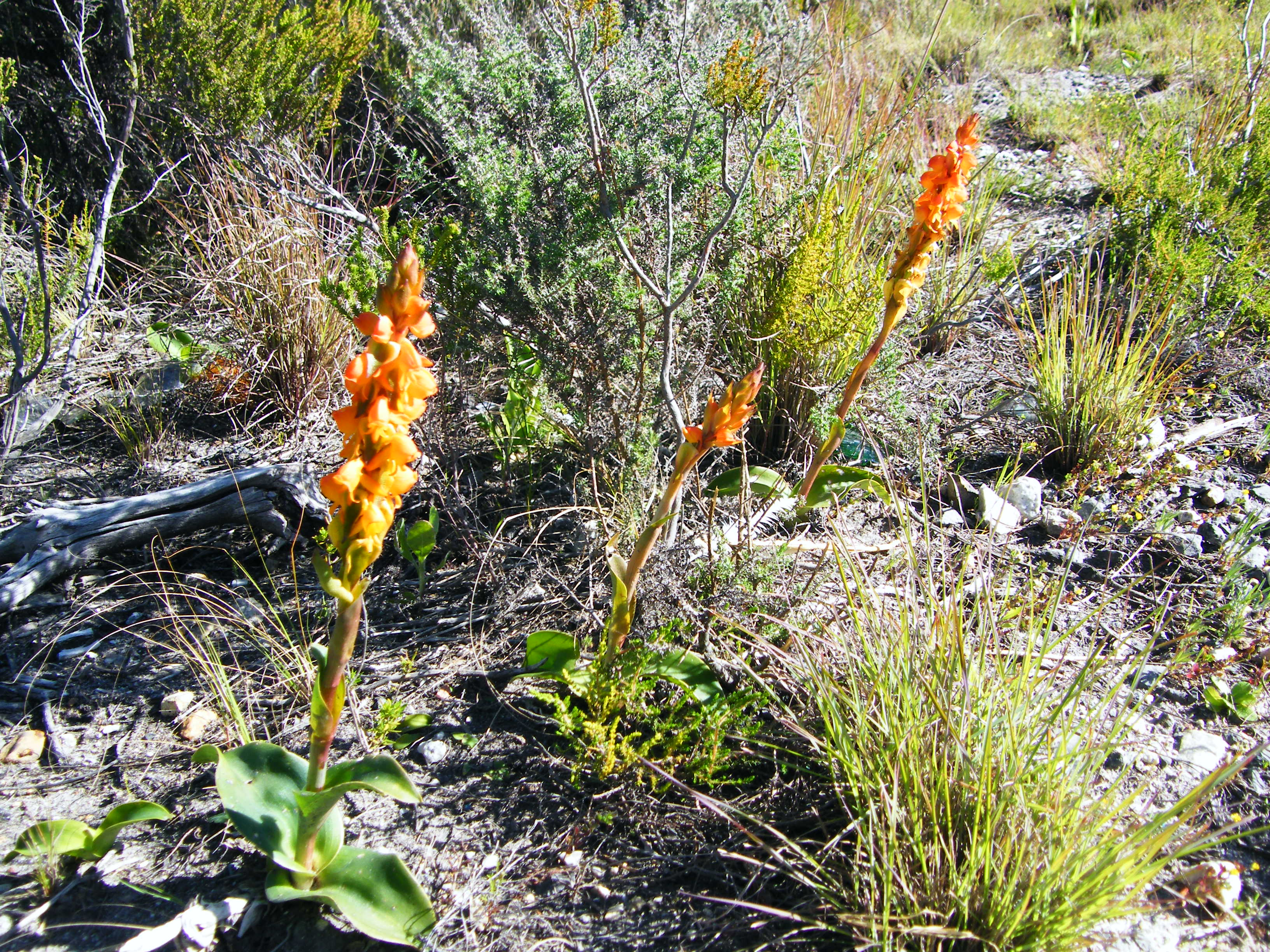
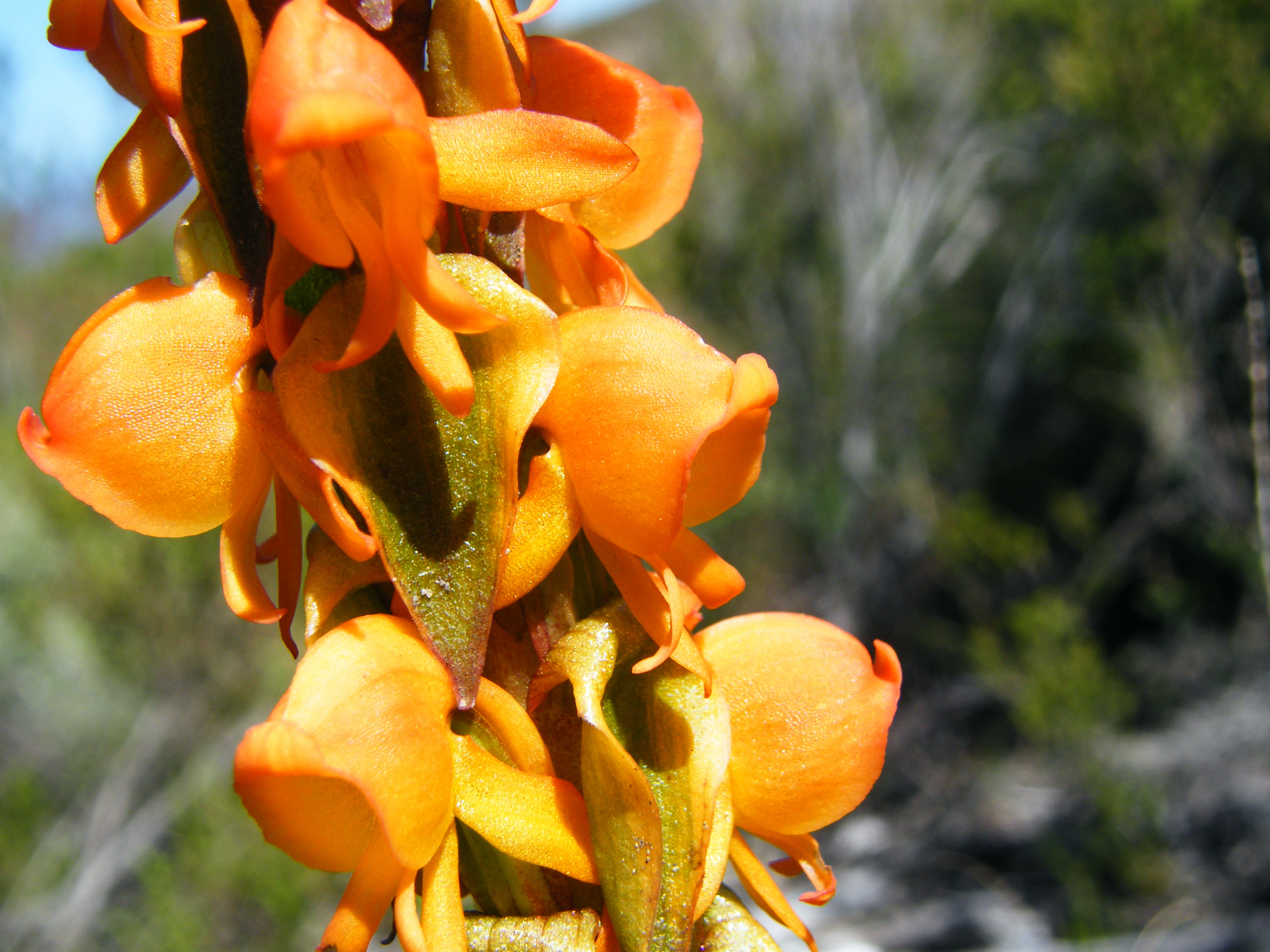
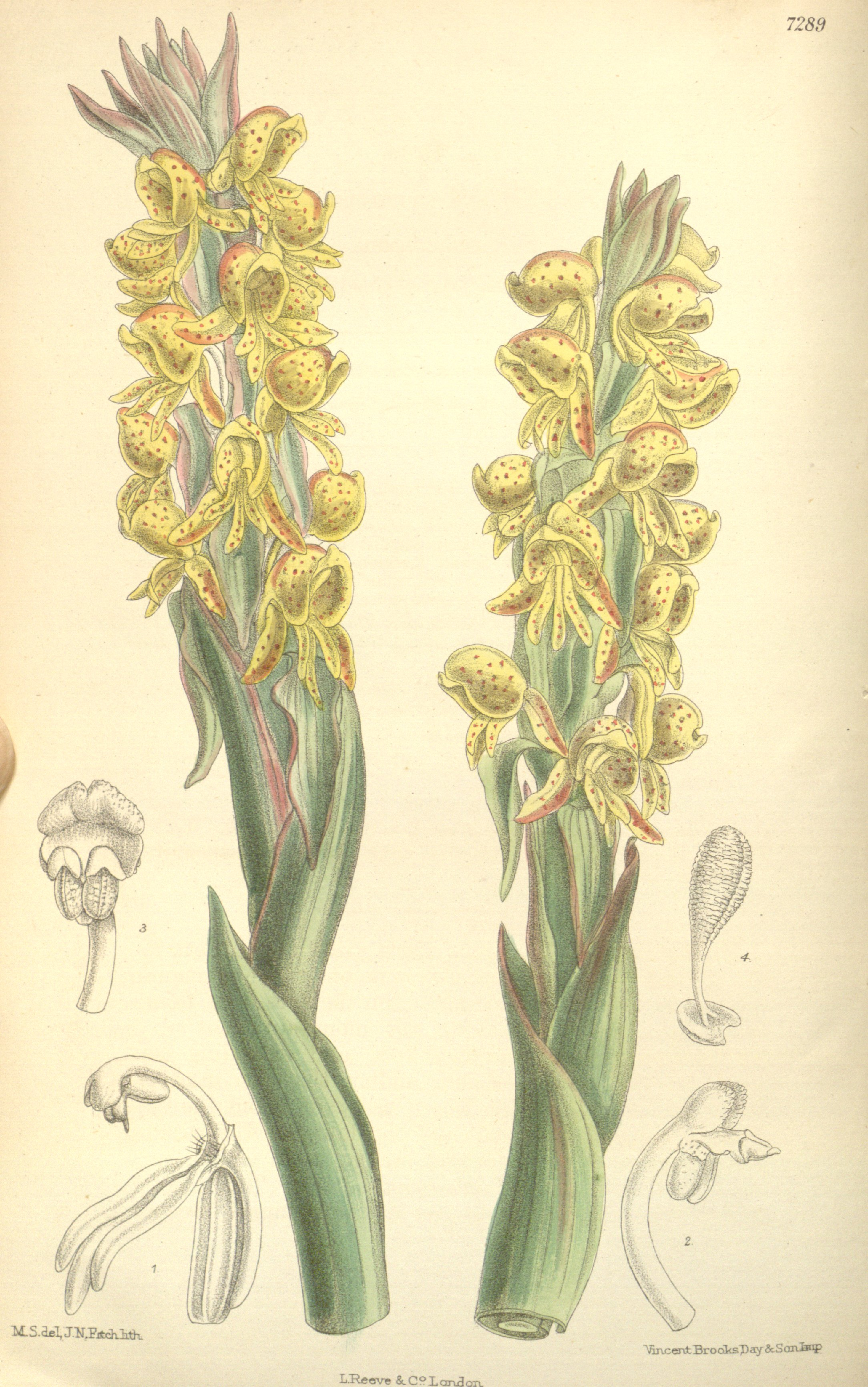
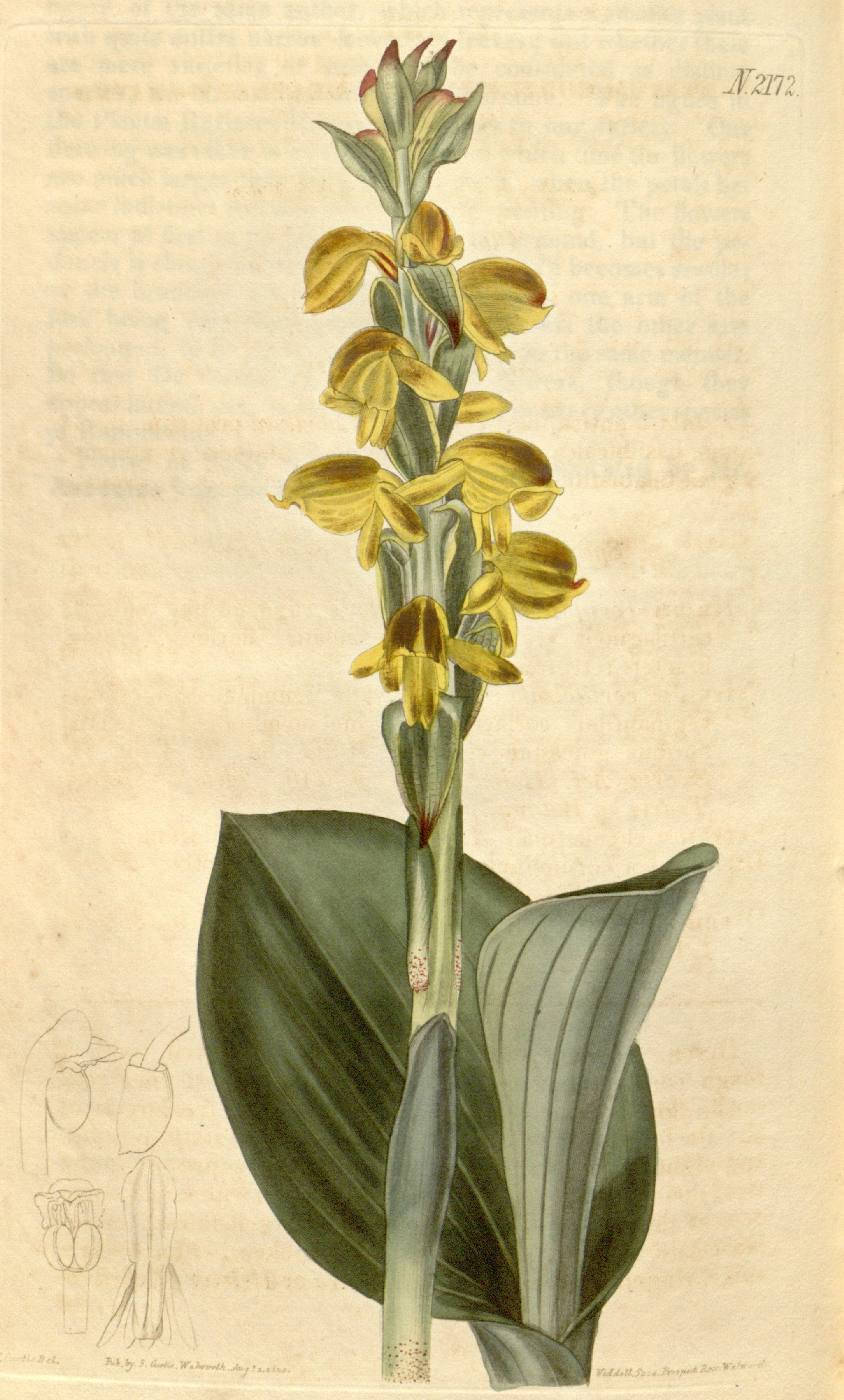